# Бидога
Бидога — посёлок в Чунском районе Иркутской области России. Входит в состав Лесогорского городского поселения. Находится примерно в 12 км к западу от районного центра.

## Население
По данным Всероссийской переписи, в 2010 году в посёлке проживали 453 человека (224 мужчины и 229 женщин).
| 2002 | 2010 | 2011 | 2012 |
| ---- | ---- | ---- | ---- |
| 507  | ↘453 | ↘450 | ↘444 |